# イトカワ (小惑星)
イトカワ（糸川、いとかわ、25143 Itokawa）（1998SF36）は、太陽系の小惑星であり、地球に接近する地球近傍小惑星（地球に近接する軌道を持つ天体）のうちアポロ群に属する。

## 概要
イトカワは近日点が地球軌道の内側に入る、アポロ群の地球近傍小惑星である。地球軌道との最小距離が小さく、半径も160メートルあるため、潜在的に危険な小惑星 (PHA) にも分類されている。スペクトル型からS型小惑星に分類される。日本の小惑星探査機（工学実験宇宙機）はやぶさの目的地に選ばれ、2005年9月からの約1か月半、はやぶさに搭載された可視光分光撮像カメラ、近赤外線分光器、レーザー高度計、蛍光X線分光器の4つの観測機器による詳細な探査が行われた。そして2005年11月には、イトカワ表面の岩石試料を採取して地球へ持ち帰るサンプルリターンを行うため、はやぶさは2度の着陸を行った。
イトカワは平均半径が約160メートル、長径500メートルあまりしかない小天体であり、これはこれまで惑星探査機が探査を行った中で最も小さな天体である。はやぶさは2010年6月に地球へ帰還し、同年11月にははやぶさのカプセルコンテナ内にイトカワの微粒子が多数存在することが明らかとなり、その後イトカワの微粒子についての分析が進められている。
はやぶさによるイトカワの探査と地球へ持ち帰った試料から、これまで知られていなかった小さなサイズの小惑星について様々な知見がもたらされている。まずイトカワの質量と体積から考えて、内部の約40パーセントが空隙であると考えられ、イトカワは瓦礫を寄せ集めたようなラブルパイル天体であると考えられた。またイトカワの分光観測と岩石試料から、イトカワは普通コンドライトの中のLL4、LL5、LL6というタイプの隕石と同様の物質で構成されていることが判明した。そしてイトカワ表面の物質は宇宙風化を起こしていることが明らかとなり、地球上に落下する隕石の約8割を占める普通コンドライトの多くが、S型小惑星を起源とすることが明らかとなった。
また直径20キロメートル前後の母天体が大きな衝突によって破壊され、その瓦礫が再集積することによって現在のイトカワが形成されたと考えられること、重力が極めて弱いイトカワでは、表面の物質が惑星間空間に逃げ続けていると見られることなどが判明した。

## 発見とはやぶさの目的地に選定
イトカワは1998年9月26日、アメリカ・ニューメキシコ州ソコロでマサチューセッツ工科大学・リンカーン研究所の地球接近小惑星研究プロジェクト (LINEAR) により発見された。発見後、1998 SF36という仮符号が付けられ、軌道要素確定後に25143番小惑星とされた。

### 第三の候補
イトカワが発見された当時、日本の宇宙科学研究所では、1995年8月に宇宙開発委員会で正式承認された小惑星探査機（工学実験宇宙機）はやぶさ (MUSES-C) の開発が進められていた。計画開始当初はMUSES-Cの探査対象である小惑星はネレウスとされ、打ち上げは2002年1月の予定であった。またネレウスのバックアップ天体として1989 MLが用意された。しかし探査機の設計が進む中で重量的にネレウスに向かうことが困難であることが明らかとなったため、1999年8月にはバックアップ天体の1989 MLへ目的地が変更となり、打ち上げ時期も2002年7月へと変更された。
ところが2000年2月10日、宇宙科学研究所の科学衛星用ロケットであるM-Vロケット4号機の打ち上げが失敗した。失敗原因を分析し、対策を講じていく中で、MUSES-Cは予定通りに打ち上げを行うことが不可能であることが明らかとなった。MUSES-Cの目標天体であった1989 MLは、2002年7月の機会を逃すと次回打ち上げが可能となるのが5年後の2007年となってしまう。打ち上げが大きく延期されることにより、これまでMUSES-C計画を進めていくに際してアメリカと締結していた協力関係が維持できなくなり、アメリカが独自に小惑星探査機を打ち上げる方針に転換することも考えられることから、1989 MLをMUSES-Cの目標天体とすることは困難となった。そこで改めて候補天体を検討した結果、第3の候補として1998 SF36が、2002年11月から12月ないしは2003年5月の打ち上げでMUSES-Cが到達可能な小惑星として浮上してきた。

### MUSES-Cの目標天体となる
1998 SF36がMUSES-Cの第3の目標天体として浮上する中で難題が持ち上がった。既にMUSES-Cの製作はかなり進行しており、推進剤タンクの製作も終了していた。MUSES-Cの目標天体であった1989 MLは1998 SF36と比べて到達に必要なエネルギー量が低く、1989 ML用に完成していたMUSES-Cの推進剤タンクの能力では1998 SF36に到達することが不可能であった。
MUSES-Cが1998 SF36に到達することが可能な手法について検討を進めていく中で、EDVEGA (Electric Delta-V Earth Gravity Assist) と命名されることになる、イオンエンジンと地球スイングバイを組み合わせた新たな軌道技法が編み出された。スイングバイは探査機を天体に会合させ、その天体の引力を用いて探査機の進行方向の変換を行うとともに、天体の公転運動を利用して探査機の加速、減速を行う技法であるが、EDVEGAでは比推力が大きく、長時間をかけた加速に優れた能力を発揮するイオンエンジンを、探査機の軌道離心率を大きくするように噴射して軌道変更を行い、地球との軌道離心率の差という形でエネルギーを蓄え、地球との再会合時の経路角差によって生じる地球との相対速度からエネルギーを取り出す軌道技法である。
MUSES-CはEDVEGAを用いることにより、探査機重量に換算して25–30キログラムの軽量化がなされた形となり、1998 SF36へ向かうことが可能となった。またEDVEGAを用いた軌道計画には他にも優れた点があった。まず太陽電池を用いて電力供給を行うMUSES-Cにとって、地球軌道近辺でイオンエンジンを駆動させながら軌道変更を行うことは、安定した電力供給を受けながらイオンエンジンを駆動せることが可能であるため都合が良かった。そしてMUSES-Cの打ち上げは2002年11月から12月以外に2003年5月にもチャンスがあり、打ち上げ機会の複数化というメリットがあった。また打ち上げた地球へいったん戻ってくる特異軌道と呼ばれる軌道を取るため、地球脱出の速度が多少ずれても地球スイングバイの実施が可能である利点もあった。こうして2000年7月の宇宙開発委員会で、MUSES-Cは第三の候補である1998 SF36を目指すことが決定された。

### 出発までの苦闘と1998 SF36の観測
MUSES-Cは1998 SF36を目指すことが決定したものの、出発までにまだまだ苦闘は続いた。まず問題となったのが北半球のアメリカユタ州の砂漠地帯に帰還する予定であったMUSES-Cの帰還カプセルであったが、1998 SF36の軌道傾斜角の関係上、南半球に帰還しなければならないようになった。アメリカとの協力関係を構築していく中で、アメリカユタ州への帰還時に全面的なバックアップを受ける予定であったものが、南半球への帰還が必要となった時点で協力関係の枠組みが崩れそうになった。結局アメリカ側との再協議が行われ、1998 SF36からのサンプルの10パーセントをアメリカ側に渡すという当初の約束をそのまま維持した上、MUSES-Cによる1998 SF36観測へのアメリカ側からの参加機会の確保や、1998 SF36からサンプルリターンされた試料の初期分析に携わる科学者やアドバイザーをアメリカ側からも受け入れる等の合意がなされ、協力関係は維持されることになった。
また2001年には地球に接近した1998 SF36の光学およびレーダー観測が行われた。その結果、1998 SF36は約300×600メートルの楕円形をしたS(IV)型の小惑星であり、自転周期は約12時間であることが判明した。MUSES-Cは小惑星にタッチダウンしてサンプル採集を行う探査機であるため、あまり小惑星の大きさが小さかったり、また自転周期が早すぎたりするとサンプル採集が困難となるが、1998 SF36の大きさと自転周期はサンプル採集に支障がないものと判断された。
一方、1998 SF36へ向かうMUSES-Cの製作は難航していた。特に小惑星と探査機との距離をレーザー光線で測定する、LIDARという機器の開発が難航した。また2002年4月に発生したMUSES-Cの高圧ガス系の気密を保つためのOリングという部品の破損事故の際、Oリング自体が仕様と異なる材質で作られていることが判明し、それらの対策に日時を要したため、2002年9月になって2002年12月のMUSES-Cの打ち上げは断念し、ラストチャンスである2003年5月に打ち上げられることが決定した。

### 「イトカワ」と命名される

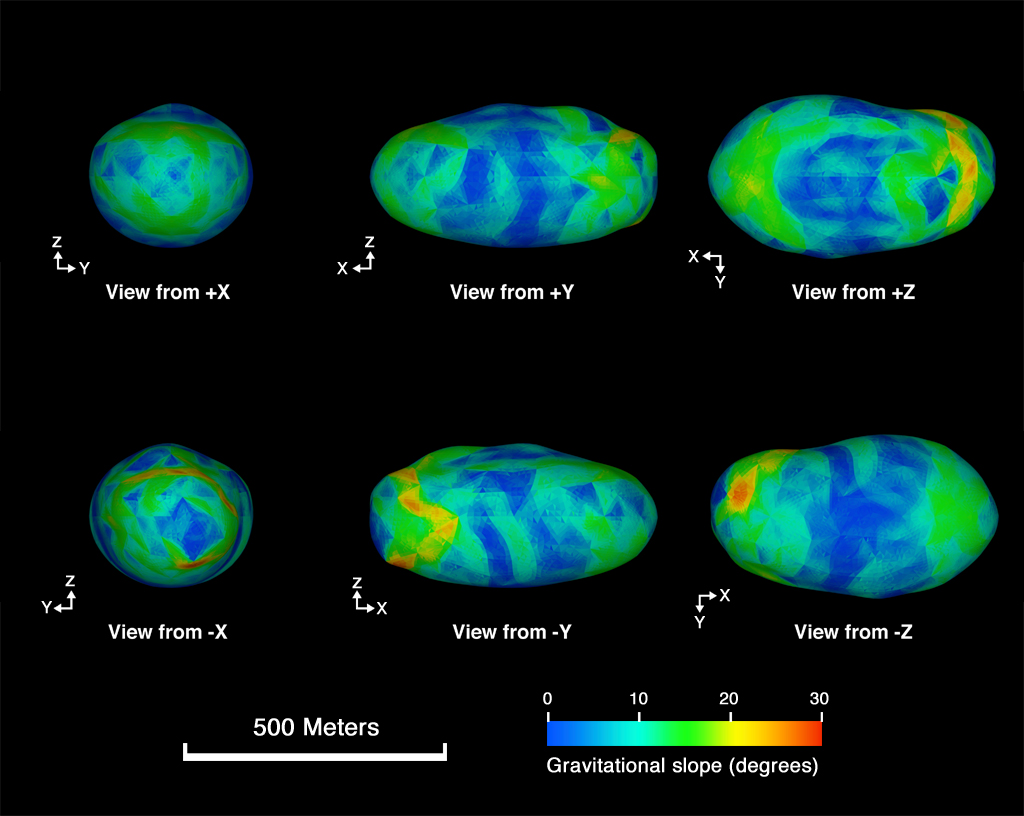
ゴールドストーン深宇宙通信施設およびアレシボ天文台によるレーダー観測データを元に作られたイトカワの3Dモデル

2003年5月9日、内之浦宇宙空間観測所からM-Vロケット5号機によってMUSES-Cは打ち上げられ、「はやぶさ」と命名された。打ち上げ後、はやぶさはEDVEGAを用いて1998 SF36を目指すため、5月末からイオンエンジンの運転を開始した。そして宇宙科学研究所ははやぶさの目的地である1998 SF36に、日本のロケット開発の父・糸川英夫の名前を付けるよう命名権を持つ発見者のLINEARに依頼した。LINEARはこれを受けて国際天文学連合に提案、2003年8月6日に承認されて「ITOKAWA」と命名された。2004年5月19日には、はやぶさはEDVEGAによる地球スイングバイを成功させ、秒速30キロメートルから34キロメートルへと増速がなされ、予定通りイトカワへ向かう軌道に乗った。
しかし、はやぶさの行程は順調なことばかりではなかった。2003年11月4日に発生した大規模な太陽フレアの影響で、はやぶさの太陽電池が劣化したことにより発電能力が低下したため、2005年6月の予定であったイトカワへの到着時期を3か月遅れの9月にせざるを得なくなった。そこではやぶさのイトカワ出発時期も2005年10月の予定から12月へと変更された。
2004年、イトカワは再び地球に接近し、プエルトリコのアレシボ天文台の電波望遠鏡によってレーダー観測が行われ、ジャガイモ状をした大まかな形状が明らかとなった。

## はやぶさによる観測

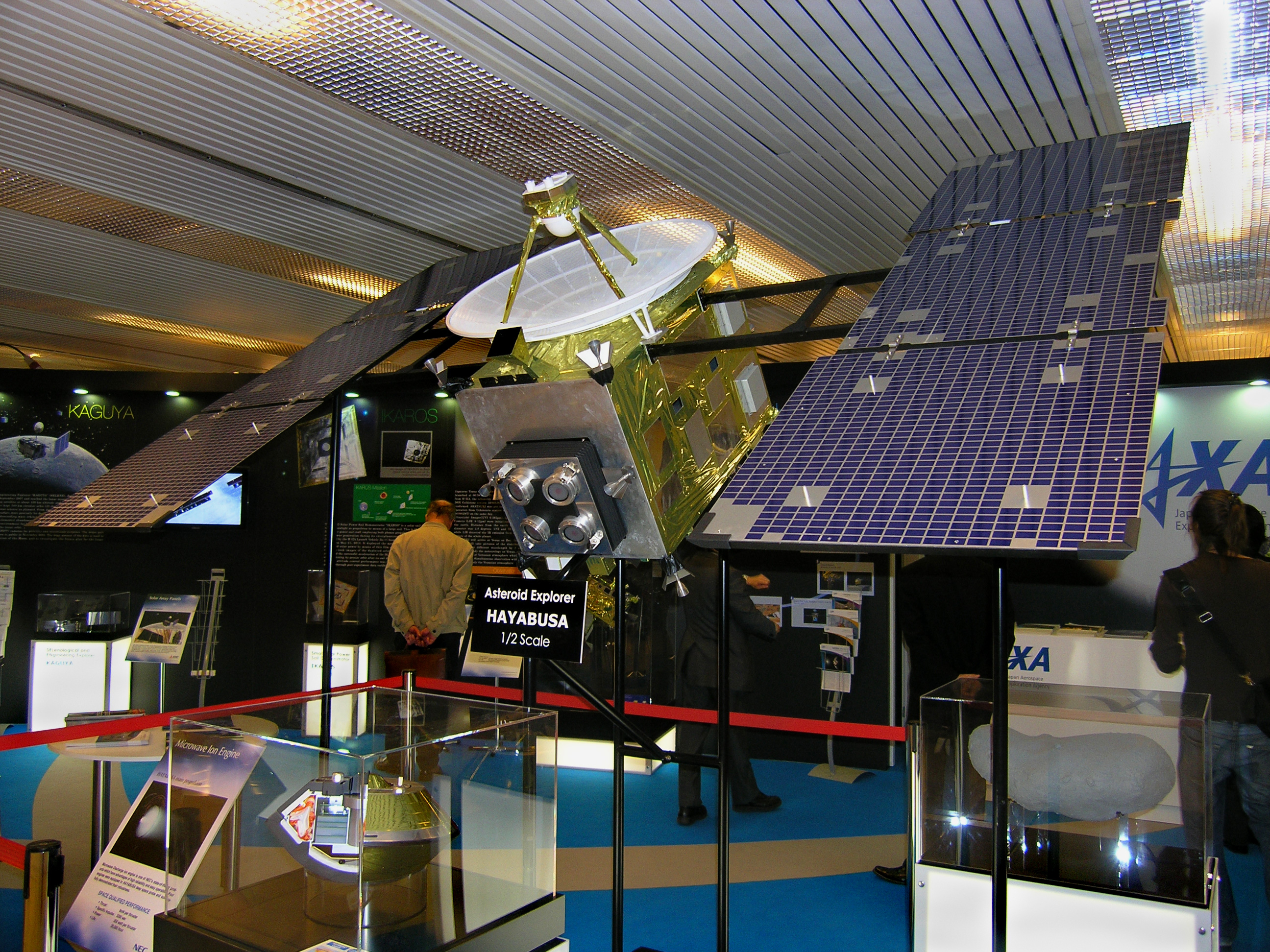
第61回国際宇宙会議で展示されたはやぶさの模型。

はやぶさが地球を出発してから2年余りが経過した2005年7月29日、イトカワがあると考えられる方向の撮影が行われた。撮影は翌30日、8月8日、9日、12日と続けられ、イトカワの位置を確認した。イトカワは直径500メートル程度の小さな天体であるため、探査機が通常用いる地上からの電波を利用する軌道決定法に、イトカワを撮影した画像からの光学情報を加味して、高精度の軌道決定を行うことによって、はやぶさは正確にイトカワへ向かうことが可能となった。そのような中、はやぶさの姿勢制御に用いられるX軸用のリアクションホイールが故障により機能を停止した。
2005年9月12日、はやぶさはイトカワから約20キロメートルのゲートポジションに到着し、イトカワの観測を開始した。その後9月20日には約7キロメートルのホームポジションへ進み、そして10月8日から30日にかけて、ホームポジションから東西南北の各方向や高度3–4キロメートルの低高度へ移動しながらイトカワの観測を続けた。2005年9月から10月にかけて、はやぶさは搭載された科学観測機を用い、可視光での撮影、近赤外線スペクトルの測定、レーザー高度計による測地、および蛍光X線の観測を行った。しかし10月2日にはX軸に続きY軸用のリアクションホイールが故障により機能を停止し、はやぶさに残されたリアクションホイールはZ軸用のもののみとなった。
2005年11月に入ると、はやぶさは小惑星表面の物質のサンプルリターンを試みることになった。はやぶさによるイトカワの観測の中で、着陸候補地としてアルコーナ地域、ミューゼスシー地域と呼ばれる場所が候補として挙げられていた。11月4日の初回の降下リハーサルでは、当初予定していたイトカワ表面への降下誘導方法が上手く機能せず、イトカワ表面から約700メートルの場所で中止となった。続いて2度目のリハーサルは11月9日に行われ、降下誘導方法の改良が試験された。11月4日、9日に行われたリハーサル時にアルコーナ地域とミューゼスシー地域の詳細な画像から、アルコーナ地域には多くの岩塊があって、はやぶさの着陸地点に向かないことが判明し、はやぶさの着陸予定地は、岩石が少なからず見られ着陸にリスクはあると判断されたが、ミューゼスシー地域に絞られることになった。
11月12日には三回目のリハーサルが行われ、近距離レーザー距離計の較正、そしてイトカワへの着陸を行うために新たに考案された航法のテストが行われ、さらにホッピングロボット「ミネルバ」の放出が行われた。しかしミネルバはイトカワへの投下に失敗し、ミネルバによるイトカワ表面の観測は行うことが出来なかった。
2005年11月20日、はやぶさはイトカワへの着陸を試みた。この時はやぶさは着陸寸前まで順調に航行していたが、着陸寸前にイトカワ表面に障害物があることを検知したことがきっかけとなって、はやぶさは自動的に着陸を中止しようとしたが、着陸寸前であったために既に姿勢をイトカワ表面に合わせていたため、スラスター噴射を行うことによるイトカワからの離脱を選択せず、そのまま自由落下をする形となってイトカワに着陸した。この時は地上からの指示が出るまでの30分あまり、はやぶさはイトカワ表面に止まっていた。計画でははやぶさはイトカワ表面にタッチダウンした際、サンプラーホーンというサンプル採取用機器の弾丸を発射することによって表面の物質を採取する予定であったが、いわばイトカワに不時着する形となった初回の着陸では弾丸は発射されなかった。しかしイトカワ表面の重力が極めて弱いため、イトカワに着陸していた30分あまりの間にサンプルキャッチャー内にイトカワ表面の微粒子が入ったことが期待された。
2005年11月26日、はやぶさは2度目のイトカワ着陸を試みた。はやぶさは順調に航行し、予定通りイトカワにタッチダウンに成功し、イトカワからの離脱も行われた。しかし後に2度目の着陸時もコンピューターのプログラムミスが原因で、サンプラーホーンの弾丸は発射されなかった。
その後はやぶさは燃料漏れが原因で姿勢を大きく崩し、一時通信が途絶えるなど数多くの困難に見舞われ、地球帰還も当初の予定の2007年から2010年6月になったが、2010年6月13日、無事に地球への帰還を果たした。
はやぶさによるイトカワ探査では、観測期間が2005年9月から11月にかけての約2か月半と短かったことにより探査機の運用に余裕がなく、姿勢制御用のリアクションホイールの故障により予定通りの観測が出来なくなった部分もあったが、表面の写真を約1500枚、近赤外線分光器による8万以上のスペクトルデータ、約167万点のレーザー高度計による高度データ、さらには蛍光X線分光計によるスペクトルデータを取得した。
また、はやぶさによるイトカワの観測によって、イトカワの大きさは535 × 294 × 209 (± 1)メートル、自転軸は太陽系の黄道面にほぼ垂直で、太陽や地球と反対側に自転していること、そして自転周期はほぼ半日の12.1324 ± 0.0001時間であることが明らかとなった。またイトカワ周辺についても詳しく観測がなされた結果、イトカワには直径1メートル以上の大きさの衛星は存在しないことも明らかとなった。

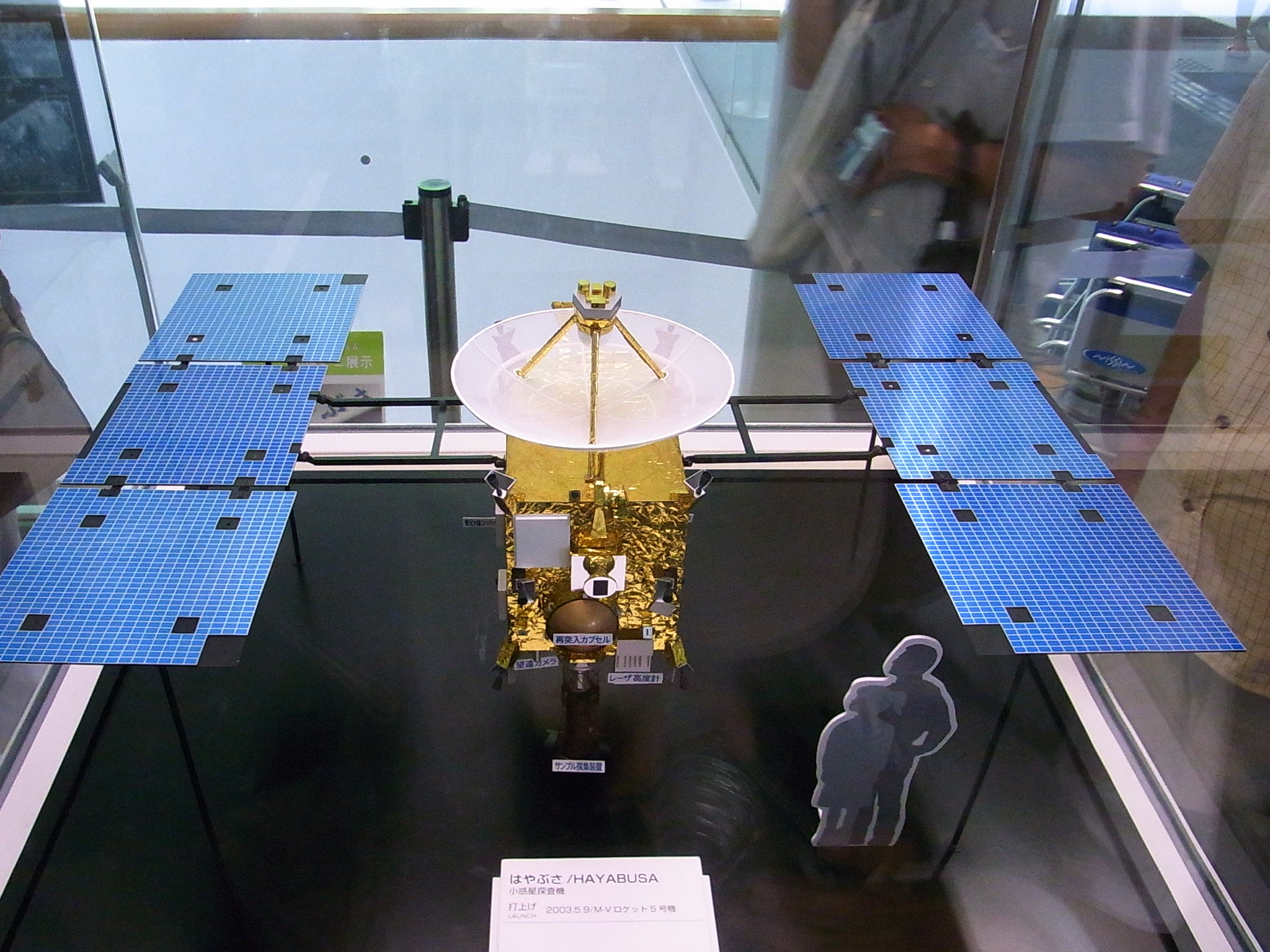
探査機「はやぶさ」（相模原市立博物館 2010年7月30日撮影）
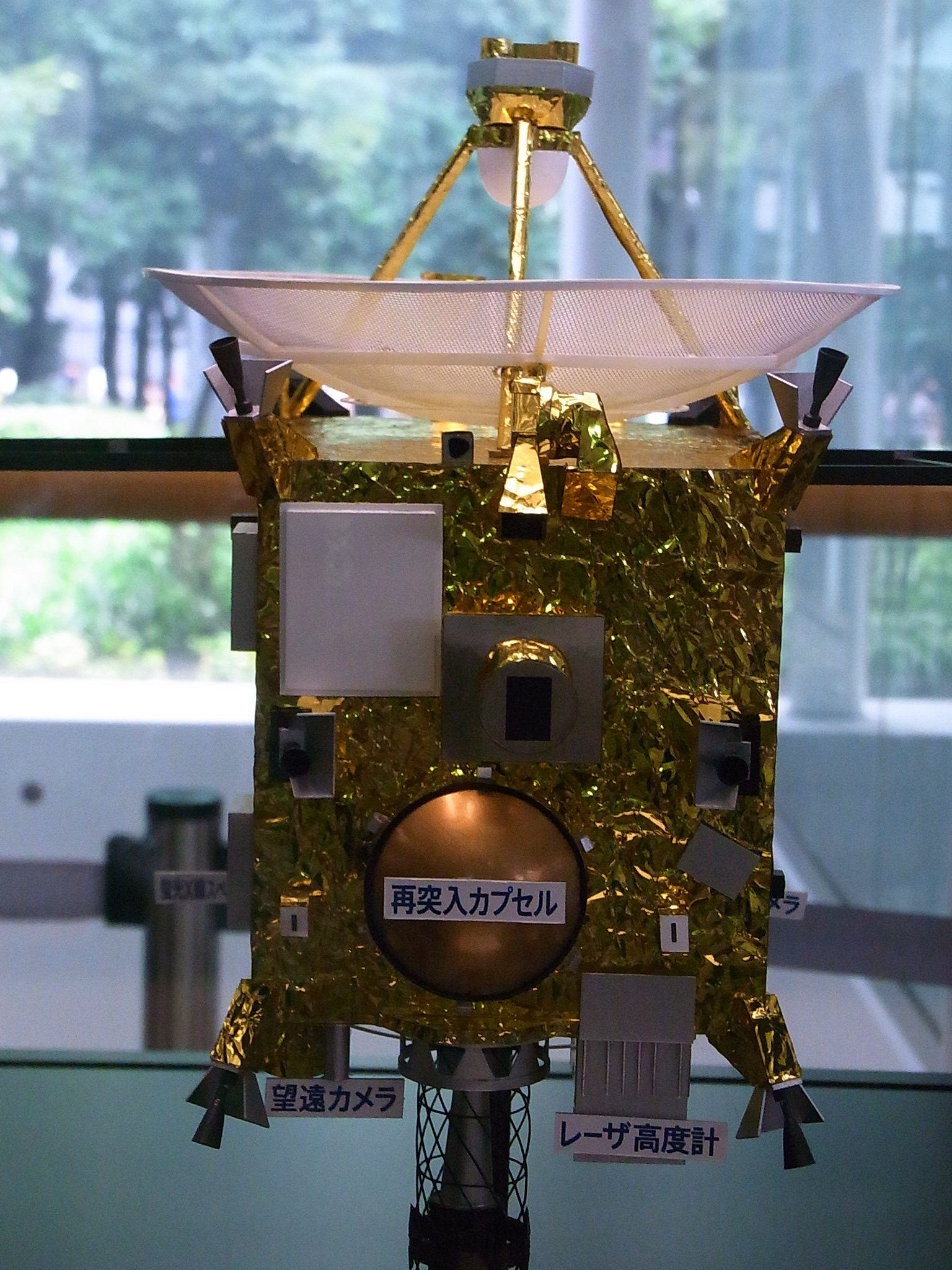
探査機「はやぶさ」（相模原市立博物館 2010年7月30日撮影）
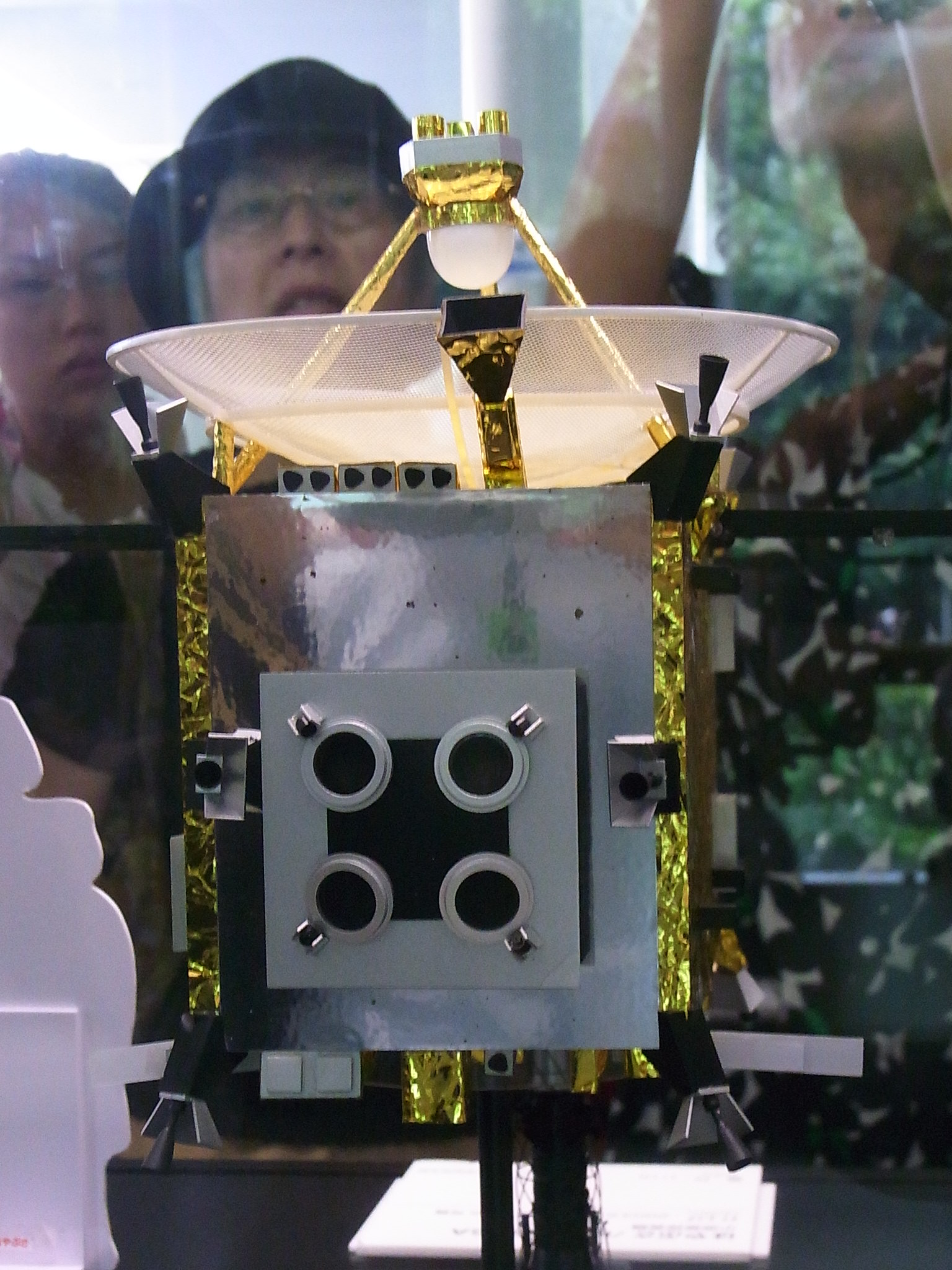
探査機「はやぶさ」（相模原市立博物館 2010年7月30日撮影）

## はやぶさ探査後のイトカワ観測
イトカワは2006年末から2007年半ばにかけて地球に接近し、地上の望遠鏡による観測が行われた。小惑星のような小天体は太陽光によって暖められ、その熱が宇宙空間に偏った形で放出されることによって小天体の自転速度が変化していくYORP効果と呼ばれるものが知られており、イトカワについては、はやぶさの観測結果からYORP効果によって自転速度が遅くなることが推定され、その推定が正しいかどうかについて特に注目された。観測の結果、YORP効果が確認されたとの報告と、確認されなかったとの報告がある。
2014年2月にヨーロッパ南天天文台が観測報告を出し、YORP効果は見られず、自転速度は逆に1年間に0.045秒速くなっている事が確認された。この理由は、落花生状にくびれた小惑星のそれぞれの部分で密度が異なるためと考えられる。小さい方のかたまりは1立方センチメートルあたり2.85グラム、大きい方のかたまりは1立方センチメートルあたり1.75グラムの密度であった。このことから、小惑星イトカワは、2つの小天体がぶつかって合体形成されたことが考えられる。
そして2006年に打ち上げられた赤外線天文衛星のあかりは、2007年7月にイトカワ観測に成功した。小惑星の大きさは赤外線の観測で推定が可能であるが、正確な大きさや形が判明しているイトカワを赤外線天文衛星によって観測することにより、赤外線による小惑星観測の精度が向上することが期待される。

## はやぶさによってもたらされたイトカワ表面物質の確認

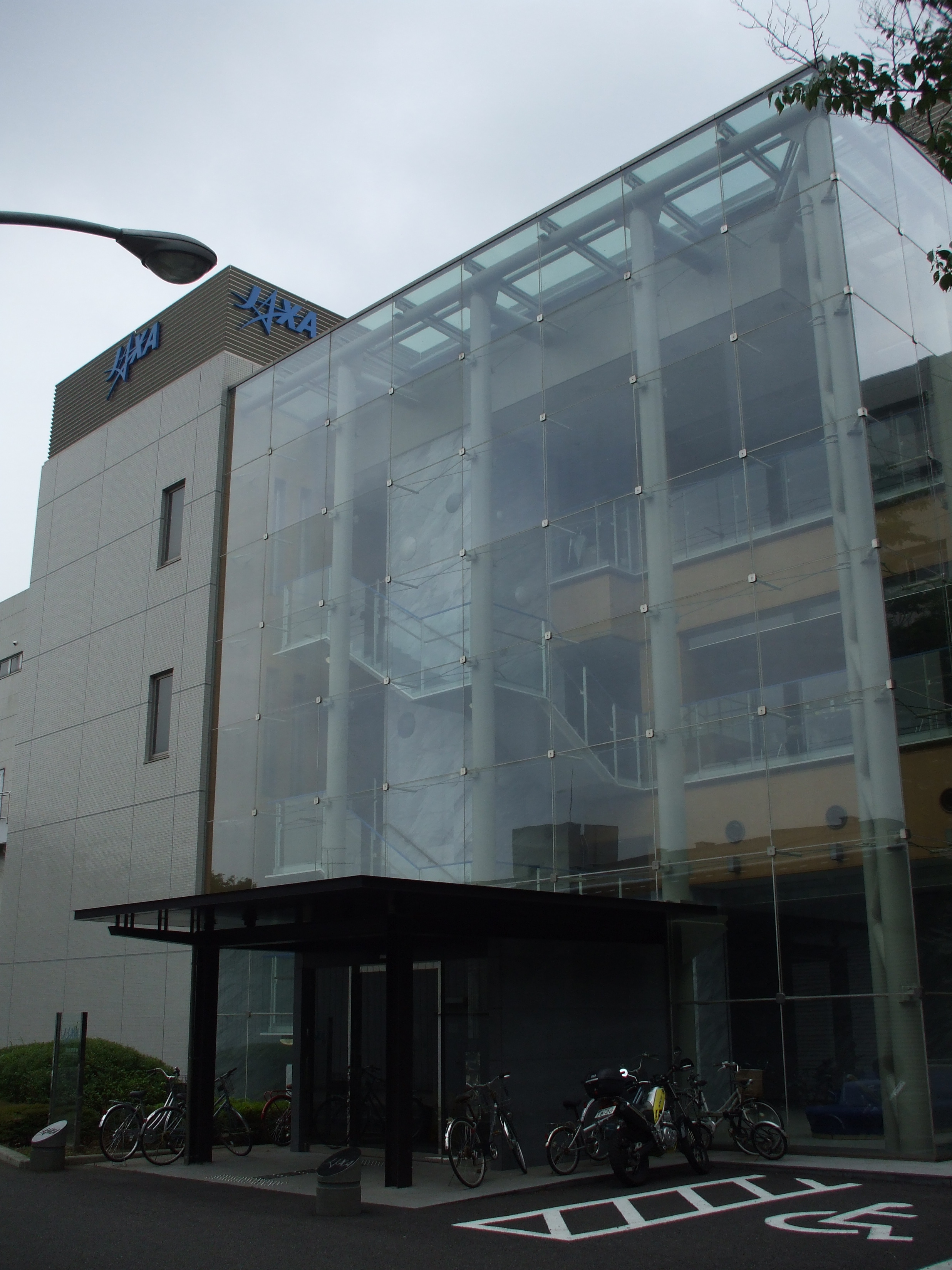
JAXA相模原キャンパス内の総合研究棟。棟内に惑星物質試料受け入れ設備があり、はやぶさカプセル内のイトカワ微粒子確認が行われた。

MUSES-C計画が進められていた1999年12月に、サンプルリターンによって得られる小惑星の試料を分析する分析チームの公募が開始された。公募は翌2000年4月締め切られ、書類審査、模擬試料の分析についての審査を経て、はやぶさが打ち上げられる前の2002年には、サンプルリターンで得られる小惑星試料を分析するチームがほぼ固まった。
2008年3月には、宇宙航空研究開発機構相模原キャンパス内に、探査機によって地球外からもたらされる物質を適切に採取、管理、保管することを目的とする惑星物質試料受け入れ設備（キュレーション設備）が完成し、2010年6月に予定されたはやぶさの帰還によってもたらされることが期待された、小惑星イトカワの試料を受け入れる体制が整えられた。
はやぶさは2010年6月13日に地球へ帰還し、はやぶさ本体は大気圏再突入により消滅したが、カプセルは13日23時8分（日本時間）、オーストラリア南部のウーメラ試験場にあらかじめ設定されていた着陸エリアのほぼ中心にパラシュートで着陸した。翌6月14日には回収が行われ、17日にウーメラからチャーター機によって羽田空港に運ばれ、翌18日の午前2時に惑星物質試料受け入れ設備へと運び込まれた。その後、24時間体制でカプセルのX線CT撮像、外部の洗浄などを行い、6月20日の午後5時ごろに惑星物質試料受け入れ設備内のクリーンチャンバー内に収納され、カプセル着陸後1週間以内で地球物質による汚染の心配が無い環境に運び込むことができた。
2度のイトカワ着陸時に、当初予定していた弾丸発射による試料採取が実現できなかったため、サンプルキャッチャー内のイトカワ表面からの物質確認と採取は難航した。結局、走査型電子顕微鏡のホルダーに納まる特製のテフロン製のヘラを作成し、そのヘラでサンプルキャッチャー内をかき出し、ヘラを走査型顕微鏡で観察する手法を編み出したことにより、サンプルキャッチャー内に岩石質の粒子が存在することが明らかとなった。
テフロン製のヘラに付着していた岩石質の粒子について観察を進めていく中で、カンラン石、輝石、斜長石、硫化鉄、クロム鉄鉱や、それらが混在した粒子があることがわかった。また各鉱物の組成はほぼ均一であり、それらの鉱物が複数混在している粒子が存在することから、テフロン製のヘラに付着した岩石質の粒子は同一の条件下で形成された岩石の粒子であると考えられた。そして鉱物の組み合わせ、鉱物の相対的な存在量、鉱物の化学組成から見て、粒子は普通コンドライトであると考えられ、地球上の岩石で当てはまるものが見られない上に、はやぶさによる観測の中で、イトカワは普通コンドライトと同様の物質であることが予想されていたため、テフロン製のヘラに付着した岩石質の粒子はイトカワ由来のものと判断された。
その後、イトカワ由来の岩石質の粒子採集が進められた。採取された粒子の中から一定数を順次、公募された初期分析チームに分配することになり、2011年4月初旬までに第一回の分配が行われ、イトカワ物質の科学的分析が開始された。その後はやぶさ探査の取り決めに基づき、アメリカ側にイトカワ粒子の配分が行われ、さらには国際公募により粒子の分析が行われることになっている。

## 地形的特徴

### 振動による地形変化
イトカワは細長い形状をしており、長軸の約3分の1のあたりでくびれがあり、さらに大きく屈曲している。くびれの部分を首に見立て、大きく屈曲した約3分の1を頭、そして残りを胴体に見立てることにより、イトカワの形はラッコに例えられている。なおくびれたラッコの頚部は幅約60–120メートル、深さ約20メートルの溝状となっている。イトカワの地形的な特徴は、これまで宇宙探査機によって探査が行われた他の小惑星の姿とは大きく異なっていた。まずこれまで探査が行われていた小惑星では、表面はほぼ完全にレゴリス（砂礫）に覆われていた。これは他の小天体が小惑星に落下することによって表面が破砕されて形成されたレゴリスが、重力が小さい小惑星では表面全体にばら撒かれたためと考えられている。一方、イトカワは表面の約8割が岩塊で覆われ、レゴリスに覆われた部分は約2割にすぎず、イトカワは全表面にレゴリスが見られる他の小惑星と異なり、レゴリスの分布に地域性が見られる。
またこれまでの小惑星の探査では、2000年から2001年に行われたNEARシューメーカーによる、エロスの探査で、エロスの一部において1センチ単位の分解能でエロス表面の写真の撮像が行われた以外は、粒径が探査機のカメラ分解能以下であったため、小惑星表面を広く覆うレゴリスの大きさを直接把握出来ていなかった。NEARシューメーカーではエロス表面一部のみの詳細画像の撮像に止まっているが、はやぶさはイトカワ表面について岩塊に覆われた地域、そしてレゴリスに覆われた地域について詳細な画像を撮像しており、中でもレゴリスに覆われた代表的な地域であるミューゼスの海の詳細画像から、イトカワ表面のレゴリスの粒径は直径1センチから数センチサイズであることが判明している。
はやぶさが撮影した画像を詳細に分析したところ、イトカワで見られる大きな岩塊の上にレゴリスが見られる例が皆無であることが判明した。また岩塊同士が引っかかってグラグラしているような不安定な状態の岩石はイトカワ表面上には見られず、全ての岩石は重力的に安定した状態であった。そして他の天体では円形をしているクレーターが、イトカワでは全て不明瞭な形をしていることがわかった。これらの点から見て、イトカワ上のレゴリスは頻繁に振動を受けることによって流動化し、イトカワ上を移動するような作用が働いているものと考えられる。
イトカワ表面における重力分布を計算すると、レゴリスが見られる部分はイトカワの中では最も低く、重力的に安定した場所にあたる。つまり小天体の衝突などによって生み出されたレゴリスは、イトカワ表面の中で最も重力的に安定した場所に集結したものと見られる。
そしてイトカワ表面では、斜面上の岩塊の長軸が、斜面が傾斜する方向から見て直交した位置に並び、また大きな石が複数寄り添うように並んでいたり、大きな石の周囲に複数の小さな石があるなど、地球の地すべりによって形成された地形と類似した地形が見出された。これらのことからイトカワ上の岩石は、イトカワに小天体が衝突するたびに振動し、その結果として岩塊の中のレゴリスが振動によって分別され、重力的に安定した場所に集まってきたものと考えられている。天体の中で重力的に安定した場所にレゴリスが集まる現象としては、エロスのクレーター内にレゴリスがあたかも池の水のように堆積している現象が類似例として挙げることが出来るが、エロスと異なりイトカワでは天体全体で振動による地形変化が発生している。
このような天体全体で振動による地形変化が発生している現象は、イトカワで初めて観察されたものである。直径数百メートルという小天体であるイトカワでは、極めて小さな物体が衝突しても天体全体が振動する。これまでの数多くの衝突によって天体全体が振動した結果、振動による地形変化が起こったものと考えられている。また小天体との衝突以外にも、地球や火星などの惑星との接近時に受ける潮汐力などもイトカワを振動させる要因として考えられる。振動によって天体の地形が変化する現象は、これまで探査機による探査が行われた天体の中で、最も小さなイトカワにおいて初めて観察し得た現象ということができる。

### 岩塊の分布について
イトカワ表面の岩塊の密度はエロスよりも大きい。また岩塊はイトカワ表面上のレゴリスが集まった地域以外に、ほぼまんべんなく分布していることが明らかになっている。イトカワ表面の岩塊の形状は、実験室で岩石を衝突されることによって作られた破片の形状ときわめてよく一致しており、これはイトカワ表面の岩塊は衝突が繰り返されることによって形成されてきたことを示唆している。またイトカワ表面には大きな岩塊が割れて複数になったと考えられるものも見られ、これはイトカワ上の岩塊が衝突によって破壊されたものであると考えられる。
またイトカワ上で見られる最大の岩塊は、通称ヨシノダイと呼ばれる、50×30×20メートルというイトカワ本体の約10分の1にもなる大きさのものであるが、このような大きさの岩塊は、イトカワ上で見られる最大のクレーター状地形である、直径100メートルクラスのクレーター形成時にとうてい作り出せるものではない。またエロスなど他の小惑星では、岩塊はクレーターの形成時に作られるために分布が偏っており、イトカワでは岩塊の分布に偏りが見られない点からも、イトカワの岩塊の多くはイトカワで作られたものではなく、イトカワの母天体上で形成されたか、または母天体が大きな衝突によって破壊された際に形成されたものと考えられている。これらはイトカワが母天体が破壊された後、その瓦礫の岩塊の一部が集まって形成された、いわゆるラブルパイル天体である有力な根拠とされている。そして頭と胴体部分が繋がったようなラッコ状のイトカワの形態も、イトカワ全体として岩塊が集まって形成されたラブルパイル天体であることを示唆している。

### 特徴あるクレーター
イトカワの地形的な特徴としてもう一点、イトカワ上のクレーターの形態が挙げられる。イトカワには他の太陽系天体では普遍的に見られるお椀形をしたクレーターが見られない。高解像画像の解析とイトカワの形状モデルの分析から、他の天体のクレーターに比べて極めて浅く、崩れた円形をした凹地が数十か所発見された。そのような地形が形成される要因は衝突によるクレーター形成以外考えにくいことから、それらの凹地の多くは衝突クレーターではないかと推察されている。そしてイトカワ上のクレーターと考えられる地形は全体的に数が少なく、特に小さなサイズのクレーター数が少ない。しかし例えばクレーター候補の中でも大きなアルコーナ地域は、南北方向から見ると凹地であるが、東西方向から見ると逆に膨らんでいるなど、クレーターとして極めて特異な地形をしており、イトカワ上に見られる底が浅く形が崩れた円形の凹地が、確実にクレーターであるという専門家間の完全な意見統一はなされていない。
いずれにしてもイトカワにはクレーターであると推測される地形は数が少なく、また特異な地形をしている。小さなサイズのクレーターが少ない現象はエロスでも見られ、イトカワのクレーター数が少ない理由としては、もともとクレーターの形成数自体が少なかったという外因説、またいったん形成されたクレーターが地形変化によって崩壊しやがて消滅したため、または地質的な原因でクレーターが出来にくいという内因説が唱えられている。内因説の中では先述のように、イトカワが衝突によって天体全体が振動する中で、レゴリスが凹地であるクレーター内に移動し、クレーター底を埋めていく中でクレーターの深さが浅くなり、形も崩れていき、やがて消滅するという仮説が有力視されている。この仮説ではイトカワに見られる底が浅く崩れた円形を持つ、特異な地形をしたクレーターについても説明することができるが、イトカワ上のレゴリスの厚さはクレーターを埋没させるほど厚くはないとの反論があり、またイトカワ上の岩塊が集まった地域に見られるクレーターも、やはり特異な地形を持つ点についての説明が難しい。他にクレーターの底が浅い理由としては、イトカワのような重力が小さな小天体では、クレーター形成時に多くの物質が宇宙空間に飛散してしまうため、クレーター縁の形成が阻害されることにより、結果としてクレーターが浅くなるという仮説、またイトカワの内部は比較的大きな岩塊が集まっていて、クレーター形成時に内部の大きな岩塊によってクレーター底部の形成が阻害されるという仮説がある。

## 地質学的特徴

### LLコンドライト、角礫岩とイトカワ
小惑星と地球に落下する隕石との関係で、これまで大きな謎とされていたのが地球に落下する隕石の約8割を占める普通コンドライトと、S型小惑星との関連であった。地球上に落下する隕石の大多数を占める普通コンドライトであるが、普通コンドライトに該当するスペクトル型を持つ小惑星はほとんど存在しない。一方S型小惑星はそのスペクトル型が石鉄隕石のものと類似しており、S型小惑星は石鉄隕石のような地質学的特徴を持つものと考えられてきたが、小惑星の観測が進む中で、小惑星帯の内側はS型小惑星が多数を占めていることが明らかになるにつれて、太陽風や宇宙塵などによってS型小惑星の表面が宇宙風化をしたためにスペクトル型が変化したため、S型小惑星と普通コンドライトのスペクトル型が一致しないのであって、普通コンドライトの母天体の多くはS型小惑星であるという仮説が有力視されるようになってきた。
しかし、普通コンドライトのスペクトル型を持つ小惑星がほとんど見つからない理由としては、地球に落下してくる小惑星はヤルコフスキー効果などによって偏ったタイプになっているという説や、また隕石のような小さなサイズの小惑星はこれまで観測されていないため、今後、隕石となって落下するような小さな小惑星の多くが観測されるようになれば、普通コンドライトに該当する新たなタイプの小惑星が見つかっていくというような説など、普通コンドライトとS型小惑星との関係性を否定する仮説もあった。そのためはやぶさによるS型小惑星であるイトカワの探査では、普通コンドライトとS型小惑星との関係性を明らかにすることが期待されていた。
イトカワの地上からのスペクトル観測ではイトカワ表面の物質として、溶融による分化が進んだエイコンドライトの中では最も溶融の度合いが低い、始原的エイコンドライトが最も適合すると考えられた。一方、はやぶさの近赤外線分光器によるスペクトル分析からは溶融が進んでいない未分化の隕石であるコンドライトのうち、鉄の含有量が低いLLコンドライトに当たり、そしてLLコンドライトの中では熱変成が進んだタイプであるLL5、LL6の可能性が高いと考えられた。はやぶさ搭載の蛍光X線分光計によるスペクトルデータからも普通コンドライトの可能性が高いとされたが、始原的エイコンドライトである可能性も残った。
イトカワ表面の岩塊の詳細画像を調べてみると、全体に数センチから10センチ程度の凹凸が確認される岩塊が数多く見られ、中には突出部が取れかかっているように見られるものもある。つまりイトカワの岩塊は、数センチから10センチ程度の小さな石が集まって岩塊を形成しているものが数多く存在しており、全体の約半数がそのような構造を持っていると見られている。一方、地球上に落下する隕石にも同じように数センチから10センチ程度の小さな石が集まった構造をしているものがあり、それらは礫が集まって形成された角礫岩である。イトカワ表面に見られる全体に凹凸が見られる岩塊も、やはり角礫岩ではないかと考えられている。また角礫岩は多くの種類のコンドライト、エイコンドライトに見られるが、始原的エイコンドライトにはほとんど確認されておらず、この点からイトカワ表面は角礫岩が約半数を占めるLLコンドライトである可能性が高いと考えられた。
角礫岩は衝突による衝撃などで岩石が一部溶融して、岩石同士がくっつくことによって形成される。イトカワのような小さな天体では、角礫岩を作り出すほどの激しい衝突は発生し得ないと考えられており、角礫岩はイトカワが生まれる前の母天体で形成したものと考えられる。イトカワ表面の岩塊の約半数が角礫岩であるとすると、イトカワの母天体はある程度の大きさがあった天体であり、それが大きな衝突によって破壊され、瓦礫が再集積したことによってイトカワが形成されたことが想定される。
またイトカワにはブラックボルダーと名づけられた黒い岩塊がある。ブラックボルダーが形成された理由としてはまず宇宙風化が考えられるが、もし宇宙風化が原因だとするとブラックボルダーだけではなく、付近の他の岩塊も同じように黒化するため理由としては考えにくく、ブラックボルダー固有の理由によって黒化したものと考えられる。強い衝撃によって全体が黒くなった隕石が見られることから、ブラックボルダーも強い衝撃によって黒化したのではないかと考えられており、この点からもイトカワ表面に見られる岩塊には、過去に強い衝撃を受けたものがある可能性が指摘できる。

### イトカワで確認された宇宙風化の特徴
これまで探査が行われた小惑星とイトカワの違いの一つとして、イトカワ表面では場所によって反射率と色にはっきりとした違いが見られる点が挙げられる。例えばガリレオが探査したガスプラとイダでは、場所によって色の違いは検出されたが反射率はほぼ一定であった。またエロスは反射率の違いは確認されたが目だった色の違いは確認されなかった。一方イトカワは全体的に赤っぽい色をしているがその程度には差が見られ、赤みが強い部分は反射率が低く、逆に青みがかった部分は高いことが明らかとなった。
一般的に色や反射率の違いは、表面にある鉱物の違いで説明される。しかしはやぶさの近赤外線分光器での観測結果によれば、イトカワ表面の鉱物組成は場所によって大きな差が見られないことが明らかとなっている。そのためイトカワ表面の色と反射率の違いは、宇宙風化の程度の差であると考えられている。大気のない天体では太陽風や惑星間のチリが減速されることなく、高速で衝突することによってレゴリスの表面に微小な加熱・蒸発・再凝縮作用が生じ、その結果表面に微細な鉄粒子が形成され、その部分が赤くかつ暗くなる宇宙風化が起こる。そのため最近形成されたクレーター内部などは、宇宙風化が進んでいないため反射率が高い青っぽい色をしていて、宇宙風化が進んだ場所は反射率が低く赤っぽい色となると考えられている。
これまで探査が行われたイトカワ以外の小惑星は表面がレゴリスで覆われており、ほぼ一様に宇宙風化が進行するため、イトカワほどはっきりとした色と反射率の差が見られないと考えられる。一方表面の多くが岩塊で覆われているイトカワでは、新たにクレーターが形成された場所では、宇宙風化が進んでいないフレッシュな表面が見えることになり、色と反射率の差がはっきりするものと考えられる。
またイトカワ探査以前は、宇宙風化作用は岩石ではなくレゴリス表面で起こるものと考えられていた。しかしはやぶさによるイトカワ探査では、レゴリスではない岩石の表面でも宇宙風化が進行している観測結果が得られており、岩石における宇宙風化進行についてのメカニズム解明が期待されている。

## イトカワ物質の初期分析

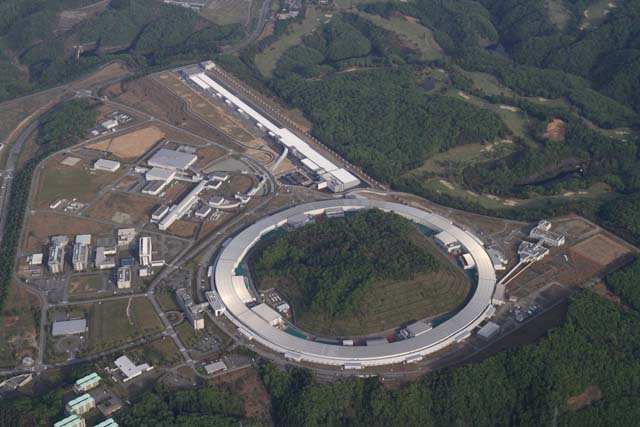
上空より撮影したイトカワ微粒子の分析に用いられたSPring-8。

### LLコンドライトであったイトカワ
2011年4月初旬までに、公募によって選ばれた8つの初期分析チームにイトカワ微粒子の分配が行われ、各グループによって初期分析が進められた。まず大阪大学のグループが、SPring-8を用いたX線マイクロCTにより、イトカワ微粒子40個の3次元構造について非破壊調査を行い、さらにはCT撮影によって微粒子の3次元内部構造を直接調査した。その結果、40個全ての微粒子がLLコンドライトと類似していることが判明した。また東北大学らのグループが行った、イトカワ微粒子38個についての放射光X線回折分析、高解像度電子顕微鏡分析でも、微粒子はかんらん石が最も多く、その他カルシウムに富む輝石、斜長石、トロイリ鉱、テーナイト、クロマイトなどによって構成されていることが示された。これは地球上の岩石では全く見られることがない普通コンドライト特有の組成であり、中でもかんらん石が最も多く含まれていることから、LLコンドライト隕石に最も近いことが明らかとなった。北海道大学のグループが行った、イトカワ微粒子28個の酸素同位体についての分析結果からも、16Oの比率が地球物質よりも低い普通コンドライトの分布と一致した。そして首都大学東京らのグループがイトカワ微粒子について行った中性子放射化分析法による元素組成分析でも、イトカワ微粒子がコンドライト隕石の元素組成と一致することが示された。イトカワ微粒子の各分析結果は、はやぶさによるイトカワについての観測結果とも一致することからも、イトカワ表面の物質はLLコンドライトであることが明らかとなった。

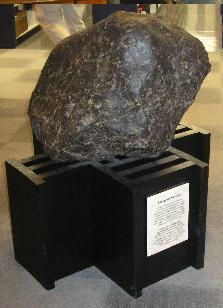
イトカワ微粒子との類似性が確認されたLL5コンドライト。

大阪大学の分析によれば、イトカワからもたらされた粒子の密度は3.4 g/cm3と考えられた。また大阪大学と東北大学の分析では、イトカワの微粒子は熱による変成を受けたLL5ないしLL6に近いものが多いが、一部の粒子は熱変成をあまり受けていないLL4に近いものも見られ、イトカワには熱変成の状態が異なる岩石が混ざった角礫岩が存在した可能性が指摘された。また北海道大学の酸素同位体比の分析からは、イトカワ微粒子は酸素同位体比が地球物質よりも広い範囲に分布していることから、地球よりも熱変成作用が弱かったことが明らかとなった。イトカワのような小天体では熱変成が起こることは考えられず、東北大学のグループは直径20キロメートル程度の天体で、中心部分が約800度になる熱変成を受け、その後ゆっくりと冷えていったと推定し、北海道大学のグループは約650度の熱変成を受けたものと推定している。これらのことからイトカワの母天体が大きな衝突によって破壊され、母天体の中心付近の熱変成を受けたLL5やLL6と、表面付近の熱変成が弱いLL4が再集積して、現在のイトカワが形成されたことが想定される。
また熱変成の度合いが地球物質よりも少ないために酸素同位体比に幅が見られることや、熱変成が弱いLL4に相当する物質が見られることから、イトカワの母天体上で熱変成を受ける以前の情報も微粒子内に残っているものと考えられ、イトカワの母天体のような直径20キロメートル程度の小天体がどのように形成されていったのかについてなど、イトカワ微粒子の分析を進めることによって、太陽系形成時の出来事について更なる情報が入手出来ることが期待される。

### イトカワ微粒子の特徴と宇宙風化
大阪大学のグループによるイトカワ微粒子の3次元構造の分析により、イトカワでは月のレゴリスと比較して、ミリ以下の小さなレゴリスが少ない可能性が指摘された。これはイトカワの小さな重力では微小なレゴリスは衝突による衝撃で宇宙空間へ逃げていってしまう可能性、また小さな粒子は静電的に浮遊してしまい失われた可能性や、イトカワでは常に発生していると考えられる小天体衝突による振動で、いわゆるブラジルナッツ効果によって、ある程度大きな粒子がイトカワ表面に集まった可能性が考えられる。
また微粒子の形状から、イトカワの微粒子は衝突による破片であると考えられるが、形状が尖ったものばかりではなく丸みを帯びた微粒子も存在しており、衝突によって形成された微粒子が、イトカワで多く発生する小天体衝突による振動によって、微粒子同士が接触して表面が削られることによって、丸みを帯びた粒子ができたものと考えられている。またイトカワの微粒子には月の微粒子で見られるような大規模な融解が発生した痕跡は全く見られない。これはイトカワでの衝突速度が月の衝突速度の半分以下の、約5キロメートル毎秒であるためと考えられている。このようにイトカワの微粒子は月の微粒子と比較して、重力が小さな天体特有の特徴を持っていることが明らかとなった。
茨城大学らのグループでは、イトカワ微粒子を樹脂で固め、ダイヤモンド製の刃で0.1マイクロメートルの薄い切片とし、走査透過型電子顕微鏡で観察した。その結果、微粒子の表面から約50ナノメートルの深さまで白く見える点が多数確認された。分析の結果、この白く見える点は鉄成分に富む超微粒子であることが判明した。もっと詳しく分析観察を進めていくと、表面から約15ナノメートルまでは鉄、硫黄、マグネシウムに富み、ケイ素が乏しい層があり、その奥に鉱物の結晶構造が部分的に壊されて金属鉄の超微粒子が多数形成された層が約50ナノメートルまで見られることがわかった。これは主に太陽風による宇宙風化によって微粒子表面が変化していることを示しており、イトカワ微粒子から宇宙風化の具体的な証拠が検出されたことにより、イトカワのスペクトルは宇宙風化によって本来のスペクトル型から変化していることが証明され、イトカワのようなS型小惑星の表面は、宇宙風化によって本来のスペクトル型が変化したため、S型小惑星と普通コンドライトのスペクトル型が一致しないようになったと考えられ、普通コンドライトの母天体の多くはS型小惑星であるという仮説が実証された。
そしてイトカワ微粒子の中には、部分的に溶けて泡が発生したことを示す白い粒や、結晶が割れた部分が見られるものがある。これは強い衝撃が加えられたことを示しており、イトカワの母天体にかつて衝突による激しい衝撃が加えられ、その痕跡が確認されたものと考えられる。

### イトカワから失われていく物質
東京大学らのグループでは、3個のイトカワ微粒子について、ヘリウム、ネオン、アルゴン、クリプトン、キセノンという希ガスの同位体分析を行った。まず3個の微粒子全てから、高濃度のヘリウム、ネオン、アルゴンが検出され、その同位体比は太陽風の組成とよく一致しており、これらの粒子がイトカワ表層の太陽風に直接曝される場所のものであることを示している。またクリプトン、キセノンについては検出されず、イトカワを構成するとされる普通コンドライトのLL5やLL6内に含まれるクリプトンやキセノンの量から考えると、イトカワ微粒子内のクリプトン、キセノンは検出限界以下であると考えられる。
4Heの分析からは、3つのイトカワ微粒子がそれぞれ異なる太陽風に曝された経歴を持つことが明らかとなった。これはイトカワのレゴリスは表面に現れた後も、必ずしも表面に留まり続けるわけではなく、再びレゴリス層の中に入ってしまい、その後また表面に現れるという経過を辿ってきたことが示唆される。
分析された3つのイトカワ微粒子から検出されたネオンの同位体、20Neの濃度から、各微粒子がどのくらいの期間、太陽風に曝されてきたかを推定すると、約150年から550年という値が出た。実際にはもっと長い期間太陽風に曝されていたものと推定されるが、数千年を大きく超えることはないと考えられる。
また、宇宙線起源の21Neが今回のイトカワ微粒子の希ガス同位体分析では検出されなかったことから、各微粒子はかつて宇宙線照射の影響を受けないイトカワ内部にあったものが、比較的最近になって表面に露出するようになったものと考えられる。21Ne不検出という事実から推定される各微粒子の宇宙線照射年代は数百万年以下であり、これらのことからイトカワ表面の微粒子は表面に数百万年以下という比較的短期間しか存在しなかったことが明らかとなった。これは月表面で採取された粒子が、推定数億年間表層に留まっていることに比べて極めて短期間であり、小さな重力のためにイトカワ表層の物質は惑星間空間に放出され続けていることが示唆される。計算ではイトカワは表層の物質が100万年に数十センチの割合で宇宙空間に逃げていっており、10億年以下の間に全ての物質を失ってしまうものと考えられる。

## ラブルパイル天体であったイトカワ
はやぶさによるイトカワ探査の中で、レーザー高度計などを用いて4つの方法でイトカワの質量が計測された。それぞれの結果は誤差の範囲内で一致し、イトカワの質量は(3.510 ± 0.105)×1010 kgと推定された。一方、イトカワの体積は2つのグループが算定した結果、0.0184 ± 0.00092 km3と推定され、その結果イトカワの密度は1.90 ± 0.13 g/cm3と推定された。イトカワを構成すると考えられているLLコンドライトの密度は約3.19 g/cm3であるため、イトカワ内部には約40パーセントの空隙が存在することが想定された。空隙率約40パーセントというのは、同じくらいの大きさの石を箱に詰めた際の空隙率に近似しており、イトカワは瓦礫が集まって重力で緩く結合したラブルパイル天体であることが示唆された。また大阪大学のグループによるイトカワ微粒子の分析結果などから、イトカワ微粒子はLL4、LL5、LL6という普通コンドライトであり、密度は約3.4 g/cm3であることが明らかになっており、この結果からもイトカワはラブルパイル天体であるという説が支持される。
イトカワがラブルパイル天体であるという証拠は密度ばかりではなく、イトカワに見られる最大の岩塊である通称ヨシノダイが、イトカワ上での最大のクレーター形成時にできる岩塊を大きく上回る大きさであること、イトカワは頭部と胴体がくっついたラッコのような形をしているが、これはイトカワ全体が岩塊が集まることによって形成されたことを示すものと考えられること、またイトカワ表面には衝突時の熱によって溶結した角礫岩と考えられる岩塊が多数見られるが、イトカワの大きさでは角礫岩ができるほど激しい衝突は発生しないことなども挙げられる。
またイトカワ微粒子は数百度の熱によって変成を受けた普通コンドライトのLL5、LL6と同様のタイプのものが見られる分析結果からは、直径20キロメートル前後の母天体が激しい衝突によって破壊された後、その瓦礫が再結合することによってラブルパイル天体であるイトカワが生まれたものと考えられる。

## イトカワの成因と軌道

イトカワの軌道
（I - イトカワ、E - 地球、S - 太陽、M - 火星）

イトカワの母天体は直径約20キロメートル前後の天体であったと考えられる。母天体形成後、中心部は数百度になったが、やがてゆっくりと冷えていった。その後母天体は大きな衝突に遭遇し破壊され、その瓦礫が再集積することによって、瓦礫が寄せ集まったラブルパイル天体であるイトカワが生まれた。イトカワは平均半径約160メートルの小天体であるため、ごく小さな物体が衝突しても振動を起こし、数多く発生する振動によって重力的に安定した場所にレゴリスが集まり、他の部分は広く岩塊で覆われることになり、現在のイトカワが形成されていった。またイトカワ表面は宇宙風化が進み、本来の色よりも暗く赤っぽい色になっているが、衝突によってフレッシュな部分が露出している部分では青みがかって見えるようになっている。
またイトカワは元来、小惑星帯の中でも太陽に近い側にあった可能性が高く、特別な共鳴がある地域か火星軌道に交差する領域にあったものが、現在の地球近傍小惑星の軌道へと進化していったものと考えられている。イトカワの軌道は地球と火星に接近しやすいために不確定要素が大きいが、約5000年前からは現在の軌道とほぼ同じ軌道を取っている可能性が高い。今後についてはまず2010年から2178年までの間に5回、地球に大接近し、最接近時の距離は約370万キロメートルから約700万キロメートルであるが、近い将来、地球と衝突する可能性は無い。しかし将来的にはイトカワは太陽ないしは内惑星と衝突する可能性が最も高いと考えられ、地球と衝突する可能性は100万年に一回程度と推定される。また東京大学らのグループによるイトカワ微粒子の分析結果によれば、イトカワは重力が極めて弱いため、表面の物質が惑星間空間に放出され続けていると見られるため、イトカワが太陽や惑星と衝突せずに生き残り続けたとしても、10億年以内に全ての物質を失い消滅すると考えられる。

## 地名
イトカワに確認された主要な地形や岩塊、クレーターなどには日本の宇宙開発や「はやぶさ1」ミッションにゆかりのある名前が多く提案されている。2007年5月までにサガミハラ、ミューゼスシー、ウチノウラの3か所が国際天文学連合 (IAU) に承認され、続いて2009年2月19日に14か所の地名がIAUによって承認された。公式に承認されたものは、アメリカ地質調査所 (USGS) により一覧にされている。
なおイトカワ上の経度は、ブラックボルダーと呼ばれる黒い岩塊を経度0としたため、ブラックボルダーは通称グリニッジとも呼ばれることになった。

### クレーター
| 地名                        | 由来 |
| --------------------------- | --- |
| カタリナ (Catalina)         | アリゾナ大学カタリナ天文台。カタリナ・スカイサーベイにより多くの小天体を発見している。                              |
| フチノベ (Fuchinobe)        | 神奈川県相模原市中央区淵野辺。JAXA相模原キャンパスの最寄り駅が淵野辺駅である。                                      |
| ガンド (Gando)              | カナリア諸島の地名。スペインの射場がある。                                                                          |
| ハマグイラ (Hammaguira)     | アルジェリアのサハラ砂漠にあったフランスのアマギール射場。                                                          |
| カミスナガワ (Kamisunagawa) | 北海道空知支庁上砂川町。1991年から2003年まで微小重力実験施設があった。                                              |
| カモイ (Kamoi)              | 神奈川県横浜市緑区鴨居。「はやぶさ」製造の拠点であったNEC東芝スペースシステム株式会社の旧事業所の最寄り駅が鴨居駅。 |
| コマバ (Komaba)             | 東京都目黒区駒場。旧宇宙科学研究所の所在地。                                                                        |
| ローレル (Laurel)           | アメリカ合衆国メリーランド州の都市ローレル市。ジョンズ・ホプキンス大学応用物理学研究所の所在地。                    |
| ミヤバル (Miyabaru)         | 鹿児島県肝属郡肝付町の地名。内之浦宇宙空間観測所のレーダーサイト所在地。                                            |
| サンマルコ (San Marco)      | ケニア沖に存在したサン・マルコ・プラットフォーム。1988年まで稼動したイタリアの射場。                                |

### 地域
| 地名                              | 由来 |
| --------------------------------- | --- |
| アルコーナ地域 (Arcoona Regio)    | オーストラリアの地名。「はやぶさ」のカプセル回収地であるウーメラの近くである。かつて「ウーメラ砂漠」として提案されたが、火星のクレーター「ウーメラ」に使われていたため却下された。そのため初期の文献では "Little Woomera" 等と表記されていることがある。 |
| リニア地域 (LINEAR Regio)         | リンカーン地球近傍小惑星探査。地球近傍小惑星サーベイプロジェクトであり、イトカワを含め数多くの小天体を発見している。 |
| ムーセス-C地域 (MUSES-C Regio)    | 「はやぶさ」の開発時の名称。「ミューゼスの海 (Muses Sea)」として提案されていた。そのため初期の文献では "Muses Sea" と表記されていることがある。イトカワ最大のレゴリス地域で、はやぶさが着陸したことにちなんだ「はやぶさポイント」がある。                |
| オオスミ地域 (Ohsumi Regio)       | 大隅半島。内之浦宇宙空間観測所の所在地。 |
| サガミハラ地域 (Sagamihara Regio) | 神奈川県相模原市。JAXA相模原キャンパスがある。イトカワ北極周辺のレゴリス地域。 |
| ウチノウラ地域 (Uchinoura Regio)  | 鹿児島県内之浦町。現在は合併して肝付町の一部となっており、内之浦宇宙空間観測所にその名前を残している。「はやぶさ」を打ち上げるときに利用した射場でもある。                                                                                               |
| ヨシノブ地域 (Yoshinobu Regio)    | 鹿児島県熊毛郡南種子町の地名。種子島宇宙センターの射場がある。 |